# François Michel (musicien)
Pour les articles homonymes, voir François Michel (homonymie) et Michel.
François Michel (1916-2004) est un musicien et musicologue français. Il est l'auteur d'une encyclopédie de la musique qui fait toujours référence, a dirigé une revue littéraire, un atlas historique, et publié un livre de Mémoires qui s'arrête à 1951.

## Biographie

### Années de formation
François Michel naît le 15 août 1916 à Bains-les-Bains, dans les Vosges. Son père, commerçant, tient une épicerie. Sa mère, mélomane, lui fait donner des leçons de piano par la directrice de l'école Saint-Léon. Il lui est permis de  jouer, très jeune, sur les belles orgues de l’église paroissiale Saint-Colomban tenues par Élisabeth Demazure. 

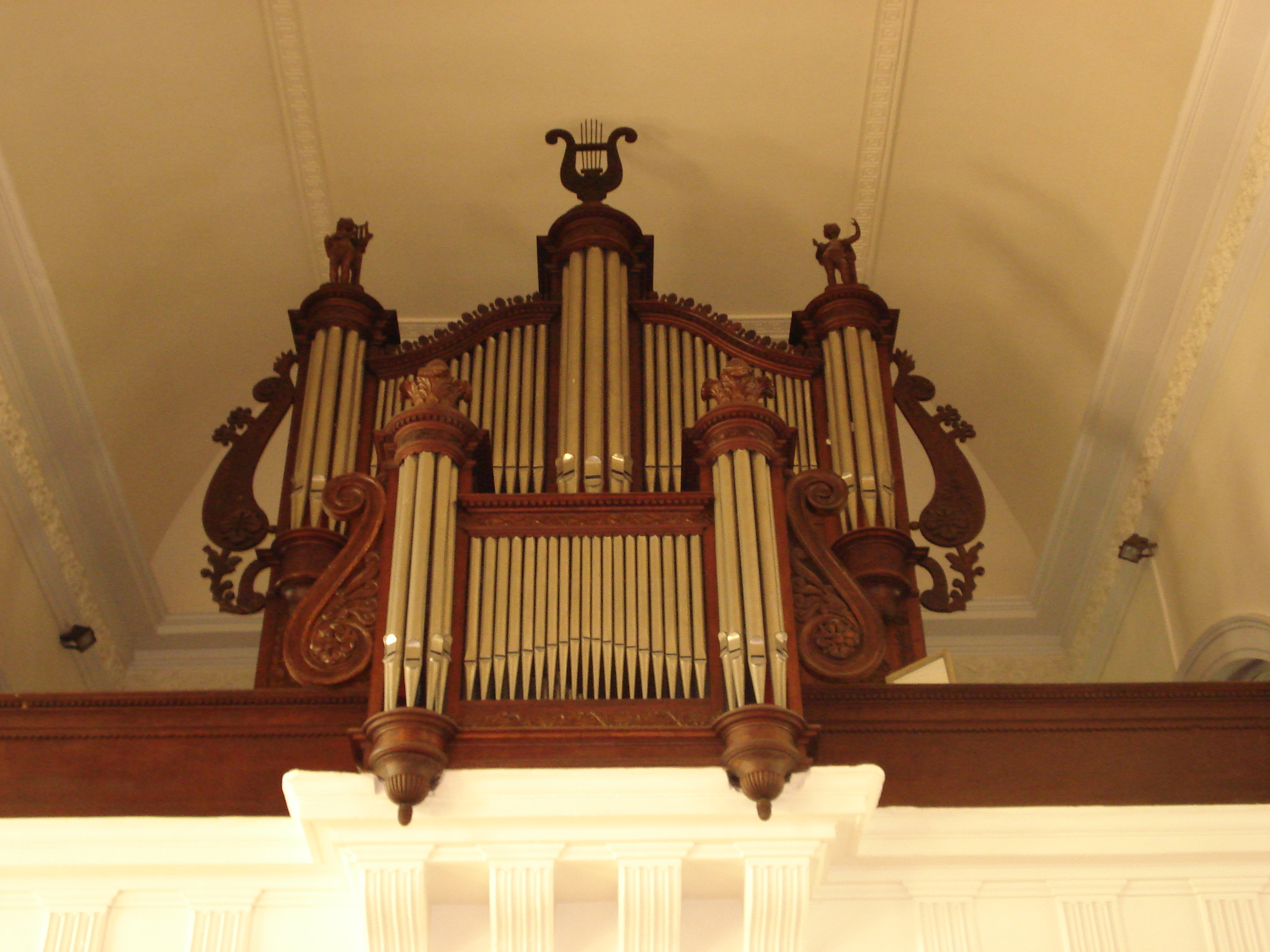
Orgues de l’église Saint-Colomban de Bains-les-Bains.

Mais sa scolarité se fait pour l’essentiel à Belley, dans l’ancien « Collegium Ecclesiasticum », aujourd’hui collège Lamartine, jusqu’à son baccalauréat obtenu en 1933. Il tombe amoureux du Bugey, et rencontre tout jeune la poétesse américaine Gertrude Stein, avec qui c’est le début d'une longue amitié. 
En octobre 1933, ses parents l'installent à Paris, en pension chez une veuve, dans le XVIe arrondissement. Il est élève de Nadia Boulanger, qui exerce sur lui une influence profonde et bienveillante.

« Aux mercredis de Nadia, en 1934, on apprenait la Perséphone de Stravinsky. »

 Il devient le disciple de Louis Massignon. Il s’affirme en homme aux amitiés et savoirs multiples — mais, avec trois ans de service militaire, puis une longue guerre passée dans un camp de prisonniers, cet antimilitariste convaincu aura passé contre son gré sept ans sous les drapeaux. Sept ans à lire, fumer et, il le laissait entendre, aimer. Il tente de s'évader en 1941: repris, il est envoyé dans un camp de Prusse-orientale. Libéré au titre de la Relève il est de retour à Paris au printemps 1943. Il peut y assister aux obsèques du chanoine Henri Colin, membre de l'Académie des sciences et Balnéen comme lui.

### Littérature: les années de la Parisienne et de l'Encyclopédie
Après guerre, François Michel s’épanouit dans une société vibrante, intellectuelle, mondaine. Petit homme râblé, terrien, sans guère de grâce physique que son regard bleu, grand parleur, grand fumeur s’étouffant dans ses rires, il devient l’ami du Tout-Paris : c’est l’époque des salons de Florence Gould, de Suzanne Tezenas du Moncel. De 1944 à 1947, il est employé de Travail et Culture, TEC, en devient le secrétaire-général au départ de Louis Pauwels, puis fonde les éditions Sulliver. Il fait partie du comité de rédaction de la revue La Parisienne qui paraîtra de 1953 à 1958. Avec Jean-Claude Fasquelle, il crée la collection Libelles. Toujours aux Éditions Fasquelle, il dirige la publication d’une œuvre fondamentale, l’Encyclopédie Fasquelle de la musique. Les trois tomes épais de milliers de pages de l’encyclopédie, avec des textes introductifs de Massignon, W. H. Auden, Heidegger, Henri Michaux… paraissent à partir de 1958. Ils rencontrent un grand succès musicologique et sont toujours une référence,,, mais sont un des derniers ouvrages publiés en nom propre par la maison d’édition.
François Michel quitte Paris pour établir sa résidence en Bugey, dans le Valromey, puis à Montaigre. Il y reçoit la visite de personnalités comme Jean Genet, Igor Stravinsky, ou d’écrivains de passage comme Charles-Albert Cingria, qui vint chez Michel à Bains dès 1947, Roger Vailland, Louise de Vilmorin, Françoise Sagan, et V. S. Naipaul.
Le concile Vatican II (1962-1965) et la désacralisation du rite catholique l’indignent profondément. À partir de 1963, il publie un  « Feuilleton d’esthétique » de 10 à 20 pages par livraison, dans la revue Le Nouveau Commerce.

### Histoire: les annéesMonumenta
François Michel, impécunieux, inventif et extraverti, se retrouve bientôt chef d’entreprise. Sous le vocable de Monumenta Historiae Galliarum, la présidence d'honneur d'André Malraux, c’est de l’édition de l’Atlas historique des provinces de France qu’il s’agit, en lien avec Armand Colin, Berger-Levrault, l'IGN, le CNRS… Seront réalisés, en grands in-folio extrêmement détaillés, l’Agenais (en 1969), l’Anjou (en 1973), la Comté (non publiée)... Quittant le Bugey, il vit désormais au sud de la forêt de Fontainebleau, vêtu d’un éternel bleu de travail, pieds nus dans ses sandales en toutes saisons, tenant table ouverte à Recloses, puis Milly (dans une grande maison prêtée par Nathalie de Noailles), entouré de deux pianos Steinway, d’une vaste bibliothèque, et d’une maisonnée d’intellectuels, de musiciens (Alain Planès, Bernard Pommier, Gilbert Amy...), de peintres et sculpteurs (Cassandre, Miro, les Lalanne...), d'esthètes mondains et de beaux ténébreux.
Vers 1980, les difficultés de l’Atlas, l’impatience des créanciers de l’association Monumenta, inaugurent une autre période de la vie de François Michel, qui rédige depuis Fleury-en-Bière, où il est accueilli par le pianiste Bernard Pommier, une demi-douzaine de "Varia", chroniques manuscrites et polycopiées, diffusées aux happy few, et dont le ton général était brillant, généreux, snob, profondément original (avec des victimes expiatoires récurrentes, le pape Paul VI — François était toujours hostile aux changements du Concile — et le « colin froid », le président Valéry Giscard d'Estaing alors en fin de mandat). Il y publie des maximes de vie en forme de boutades, qui le résument assez bien :
- « Aimer c’est être jaloux, être aimé, c’est être obéi. »
- « On est comme on naît. »
- « Le fond de la Gnose est obscur. »

### Le voyage en Égypte
Harcelé par les créanciers, sans plus de biens matériels, il part vers 1980 pour l’Égypte avec le souhait de faire une retraite définitive au monastère Sainte-Catherine du Sinaï. L’accueil chaleureux des intellectuels patriciens du Caire, dont Magdi Whabba, le charme masculin des Égyptiens, le dissuadent de s’enterrer bien longtemps entre manuscrits et pierrailles.

### Retraite et mémoires
Un François plus ascétique, retour du Caire, s’établit chez ses amis, Eric Blanche, puis Bernard Frank. Enfin domicilié rue de Saintonge — grâce à Laurent Dominati ; soutenu par l’amitié du jeune Rachid Moussaoui et de fidèles comme Béatrice Rosenberg, Bernard Frank (qui le cite souvent dans ses chroniques du Matin, du Monde puis du Nouvel Observateur), Jacques Drillon (qui lui consacre le dernier chapitre de sa propre autobiographie), Bernard Minoret, Denise et Alain de Chambure, il déploie une activité renouvelée.
Il collabore au Monde de la musique, récemment créé. Ses classes de déchiffrage, au festival de Cluny, ont été évoquées dans un livre de J. Drillon qui évoque d’ailleurs « le déchiffreur hors pair, jouant a prima vista, […] celtique aux lèvres et verre de Sancerre posé près de la partition… »
Il publie ses mémoires chez Grasset et Fasquelle. Le premier tome, Par cœur, couvrant la période de 1916 à 1951, paraît en 1985. Le second, très attendu, quoique annoncé, ne paraît jamais. Un livre de réflexions fondamentales sur la musique, sous le titre Le Silence et sa réponse, est publié un an plus tard chez Lattès et reçoit le tout premier prix Jean-Freustié.
Il meurt dans sa 89e année, à la Fondation Rothschild, dans le 12e arrondissement de Paris le 23 août 2004. Il repose à Bains.

## Publications
- François Michel, Encyclopédie de la musique, Fasquelle, Paris, 1959, 3 vol.
- François Michel, Feuilleton d'esthétique : Préambule, puis I à IX . In la revue  Le nouveau Commerce, Paris, numéros 1 à 10, années 1963 à 1967.
- François Michel, Par cœur, t. 1 : 1916-1951, Grasset & Fasquelle, Paris, 1985.
- François Michel, Le Silence et sa réponse, Lattès, Paris, 1986.
- François Michel, Béatrice A. Angliviel, Robert-Henri Bautier, Monumenta Historiae Galliarum, Atlas historique français, Le Territoire de la France et de quelques pays voisins, Provence,  éd. Armand Colin, 1969.
- François Michel, Béatrice A. Angliviel, Robert-Henri Bautier, Monumenta Historiae Galliarum, Atlas historique français, Le Territoire de la France et de quelques pays voisins, Anjou,  éd. IGN, 1973.
- François Michel, Béatrice A. Angliviel, Robert-Henri Bautier, Monumenta Historiae Galliarum, Atlas historique français, Le Territoire de la France et de quelques pays voisins, Agenais et Savoie,  éd. Berger Levrault , 1979.
- François Michel, Du Blasphème : ou Don Quichotte et les Moulins à vent,  éd. F.Michel, s.d., 7 p.
- La Parisienne : Revue littéraire mensuelle, Jacques Laurent, André Parinaud, Jean-Jacques Migeot (dir.), Paris, 1953-1958, 52 numéros.
- François Michel : Passé-présent, I et II, in Symphonia, revue de musique, no 1, déc 1995 et no 2, janvier 1996. Les entretiens qu'il a accordés à Jacques Drillon pour cette revue sont disponibles à :https://symphoniarevue.wordpress.com/